# Drew Lock
(en) Statistiques sur pro-football-reference
Andrew Stephen Lock, né le 10 novembre 1996 à Columbia au Missouri, est un sportif professionnel américain de football américain jouant au poste de quarterback dans la National Football League (NFL) depuis la saison 2019, et pour la franchise des Seahawks de Seattle depuis la saison 2025.
Après avoir joué au niveau universitaire pendant quatre saisons pour les Tigers de l'université du Missouri au sein de la NCAA Division I FBS, il est sélectionné par la franchise des Broncos de Denver au deuxième tour de la draft 2019 de la NFL.
Après trois saisons chez les Broncos, il rejoint les Seahawks de Seattle (2022-2023), les Giants de New York en 2024 avant de resigner aux Seahawks en avril 2025.

## Biographie

### Carrière universitaire
Étudiant à l'université du Missouri à Columbia, il a joué pour l'équipe des Tigers de 2015 à 2018. Durant la saison 2017, il termine en tête des meneurs de la division FBS avec 44 touchdowns à la passe.

### Carrière professionnelle
Il est sélectionné en 42e choix global lors du deuxième tour de la draft 2019 de la NFL par la franchise des Broncos de Denver,.
Remplaçant de Joe Flacco pour la saison 2019, il se blesse à un pouce durant l'avant saison et manque trois mois d'activité. De retour de blessure, il est désigné quarterback titulaire le 1er décembre 2019 face aux Chargers de Los Angeles. Il gagne 134 yards et inscrit deux touchdowns à la passe malgré une interception lors de son premier match professionnel. Il remonte le terrain à 15 secondes de la fin et permet à Brandon McManus (en) d'inscrire un field goal de 53 yards qui donne la victoire aux Broncos sur le score de 23 à 20. Dorénavant titulaire, il aide les Broncos à remporter quatre des cinq derniers matchs de la saison, égalant le record des Broncos détenu par John Elway du plus grand nombre de victoires (4) acquises par un quarterback débutant, record établi en cinq matchs alors qu'il en avait fallu 10 à Elway.
Lors de la saison 2020, il inscrit 16 touchdowns pour 15 interceptions, égalant le record du plus grand nombre d'interceptions détenu jusqu'alors par Carson Wentz,.
En 2021, il subit la concurrence de Teddy Bridgewater et ne joue que quand celui-ci est blessé.
Le 16 mars 2022, Lock est échangé aux Seahawks de Seattle contre Russell Wilson mais il ne joue pas Geno Smith lui étant préféré,.
Il signe une extension de contrat avec les Seahawks le 20 mars 2023 mais ne joue que lorsque Geno Smith est blessé.
Le 12 mars 2024, Lock signe chez les Giants de New York pour un montant de 5 millions de dollars en tant que doublure de Daniel Jones,. Lock est désigné titulaire pour le match de Thanksgiving en 13e semaine contre les Cwoboys après le départ de Jones et la blessure de Tommy DeVito (en).
Lors de la victoire 45 à 33 contre les Colts en 17e emaine, Lock est impliqué dans les 5 touchdowns inscrits par les Giants, obtenant l'évaluation de QB la plus élevée de sa carrière (155,3)s sans avoir accordé de turnover. Avec quatre touchdowns inscrits à la passe, il égale son record en carrière.
Le 11 avril 2025, Lock signe un contrat de deux ans pour un montant de 5 millions de dollars avec les Seahawks de Seattle où il sera premier remplaçant de Sam Darnold.

## Statistiques

### Universitaires
| Année  | Équipe   | Statut | MJ |         | Passes   | Passes | Passes | Passes | Passes | Passes | Passes  |       | Courses | Courses | Courses | Courses |
| Année  | Équipe   | Statut | MJ | Tentées | Réussies | Pct.   | Yards  | TD     | Int.   | Éval.  | Tentées | Yards | Moy.    | TD      |         |         |
| 2015   | Missouri | Fr.    | 12 | 129     | 263      | 49,0   | 1 332  | 04     | 08     | 090,5  | 52      | 028   | 0,5     | 1       |         |         |
| 2016   | Missouri | So.    | 12 | 237     | 434      | 54,6   | 3 399  | 23     | 10     | 133,3  | 52      | 123   | 2,4     | 1       |         |         |
| 2017   | Missouri | Jr.    | 13 | 242     | 419      | 57,8   | 3 964  | 44     | 13     | 165,7  | 43      | 111   | 2,6     | 1       |         |         |
| 2018   | Missouri | Sr.    | 13 | 275     | 437      | 62,9   | 3 498  | 28     | 8      | 147,7  | 55      | 135   | 3,2     | 6       |         |         |
| Totaux | Totaux   | Totaux | 50 | 1 553   | 883      | 56,9   | 12 193 | 99     | 39     | 138,8  | 201     | 437   | 2,2     | 9       |         |         |

### Professionnelles
| Année  | Équipe              | MJ |                 | Passes          | Passes          | Passes          | Passes          | Passes          | Passes          | Passes          |                 | Courses         | Courses         | Courses | Courses |
| Année  | Équipe              | MJ | Tentées         | Réussies        | Pct.            | Yards           | TD              | Int.            | Éval.           | Tentées         | Yards           | Moy.            | TD              |         |         |
| 2019   | Broncos de Denver   | 05 | 156             | 100             | 64,1            | 1 020           | 07              | 03              | 89,7            | 18              | 072             | 4,0             | 0               |         |         |
| 2020   | Broncos de Denver   | 13 | 443             | 254             | 57,3            | 2 933           | 16              | 15              | 75,4            | 44              | 160             | 3,6             | 3               |         |         |
| 2021   | Broncos de Denver   | 06 | 111             | 067             | 60,4            | 0 787           | 02              | 02              | 80,4            | 10              | 053             | 5,3             | 2               |         |         |
| 2023   | Seahawks de Seattle | 04 | 076             | 048             | 63,2            | 0 543           | 03              | 03              | 81,2            | 05              | 014             | 2,8             | 0               |         |         |
| 2024   | Giants de New York  | 8  | 181             | 107             | 59,1            | 1 051           | 06              | 05              | 75,5            | 18              | 133             | 7,4             | 2               |         |         |
| 2024   | Seahawks de Seattle | ?  | Saison en cours | Saison en cours | Saison en cours | Saison en cours | Saison en cours | Saison en cours | Saison en cours | Saison en cours | Saison en cours | Saison en cours | Saison en cours |         |         |
| Totaux | Totaux              | 36 | 967             | 576             | 59,6            | 6 354           | 34              | 28              | 78,8            | 95              | 432             | 4,5             | 7               |         |         |